# Сімона Ренан
Сімона Ренан (фр. Simone Renant; 19 березня 1911, Ам'єн — 29 березня 2004, Гарш, О-де-Сен) — французька актриса театру, кіно й телебачення. Повне ім'я Жоржет Сімон Алексін Бюїньї. З 1934 по 1983 роки знялася у 43 фільмах. У 1960 році була членом журі Каннського кінофестивалю. Померла від хвороби Альцгаймера. Похована на цвинтарі Женетрієр (Genétrière) в Марлі-ле-Руа, Франція.
Була одружена з кінопродюсером Олександром Мнушкіним.

## Вибрана фільмографія
1. 1937: Перлини корони / The Pearls of the Crown — мадам Дю Баррі
2. 1946: Барбізонська спокуса / The Temptation of Barbizon — Ева Паркер (Ангел)
3. 1947: Набережна Орфевр / Quai des orfèvres — Дора
4. 1956: Якби нам розповіли про Париж / Si Paris nous était conté — маркіза де Ла Тур-Мабор
5. 1964: Людина з Ріо / L' Homme de Rio — Лола, співачка кабаре
6. 1969: Чоловік, який мені подобається / Un homme qui me plaît — подруга Франсуази
7. 1980: Трьох потрібно прибрати / Trois Hommes à abattre — мадам Жерфо